# Jack Maheu
Jack Maheu (* 1. Mai 1930 in Troy (New York); † 27. August 2013 in Ithaca) war ein US-amerikanischer Klarinettist (auch Xylophon) und Bandleader des Dixieland Jazz.

## Leben und Wirken
Maheu wuchs in Plattsburgh auf; nach seiner Graduierung studierte er zunächst zwei Jahre Commercial Art am Pratt Art Institute in Brooklyn, bevor er an die Syracuse University wechselte, wo er Klarinette studierte. Er war 1951 Mitbegründer der Dixieland-Band Salt City Five, aus der später die Salt City Six hervorging. Die Combo bestand vorwiegend aus Mitgliedern der Marching Band der Syracuse University. 1954 entstanden Aufnahmen für Jubilee Records. 1957 verließ Maheu die Band und wurde Mitglied der Dukes of Dixieland, mit denen er acht Alben einspielte und an Arrangements mitwirkte. 1959 verließ er die Dukes und gründete eine eigene Formation, die im Preview Lounge in Chicago spielte, in der auch der Posaunist George Brunis gastierte. 1961 war er mit Will Alger Co-Leader der reformierten Salt City Six, die 1962 mit Wild Bill Davison auf Tour ging. 1968 wurde die Gruppe Hausband in der Gallery in Burlington (Vermont), einem Club, den Maheu leitete. 1979 spielte Maheu in der Hausband von Eddie Condons Jazzclub in Manhattan und wirkte 1980 bei Condons Album Hot Lunch (mit Pee Wee Erwin) mit. Dann arbeitete er bei Eddy Davis. 1988 zog er nach Marco Island, Florida, wo er die Paradise Jazz Band mitbegründete. 1990 zog er nach New Orleans, tourte mit Al Hirt und hatte Engagements im Fairmont Hotel, in Clubs der Bourbon Street und Mississippi-Dampfschiffen. Er gründete die Fire in the Pet Shop Callithumpian Jazz Band und blieb bis 2006 als Musiker aktiv. Sein letztes Album war My Inspiration, erschienen bei Jazzology.
Im Bereich des Jazz war er zwischen 1954 und 2004 an 73 Aufnahmesessions beteiligt,  außer den Genannten mit Art Hodes, Maxine Sullivan, Wallace Davenport, Doc Evans, Tom Saunders, Don Ewell, Leon Redbone, Howard Alden, Doc Cheatham, Nicholas Payton, Carol Ann Leigh  und zuletzt 2004 mit Bob Frenchs Original Tuxedo Jazz Band: Maheu, dessen Karriere über fünfzig Jahre umfasste, erlitt 2006 einen Schlaganfall, lebte in einem Pflegeheim in Ithaca und starb dort Ende August 2013 im Alter von 83 Jahren.